# Svenska gymnasiet i Hapsal
Svenska gymnasiet i Hapsal (estniska: Haapsalu Rootsi Gümnaasium) var en svenskspråkig gymnasieskola i Hapsal 1931–1943.

## Historik
Trots att det fanns flera tyska, ryska och judiska gymnasieskolor dröjde det innan den estlandssvenska minoriteten fick ett eget gymnasium fastän de bebott de estländska kusttrakterna sedan 1200- och 1300-talen. En intresseorganisation Svenska Odlingens Vänners (SOV) hade sedan 1916 verkat för en svenskspråkig skola, vilket blev verklighet 1931, när de första eleverna hade anmält sig till skolstart.
Det svenska gymnasiet startade i Hapsal den 28 augusti 1931. Skolans öppnande möjliggjordes dels av en donation å 25 000 kronor.
Skolan mottog bidrag från Sverige och från bland andra Folke Bernadotte.